# Amanda Lear
Amanda Lear, född 18 november 1939 i Saigon, som Alain Maurice Louis René Tap är en sångerska. Hennes pappa var av engelsk/franskt påbrå och var med i den franska armén i Indokina, och hennes mamma var av asiatisk/ryskt ursprung.
Inte mycket är känt om Amanda Lears tidiga liv och själv har hon lämnat motstridiga uppgifter om det. Enligt uppgifter föddes hon som pojke och bytte senare kön. Hon har dock alltid förnekat detta med att det var ett rykte som spreds ut för att marknadsföra henne när hon skulle starta sin skivkarriär. Hennes mörka röst hjälpte till att sätta fart på ryktena att hon skulle ha bytt kön, och anspelningar på detta återkommer i flera av hennes låttexter.
På 1960-talet och tidiga 1970-talet var hon en framgångsrik fotomodell. Hennes mest kända foto är förmodligen på omslaget till Roxy Musics LP "For Your Pleasure" från 1973. Lear sällskapade vid den tiden med Roxy Musics sångare Bryan Ferry.
1975 startade hon sin karriär som sångerska. David Bowie uppmuntrade henne att lansera sig som en "bad girl" med utmanande kläder och omgärdad av rykten, sanna eller osanna. Det var tiden för discons genombrott och hon etablerade sig snabbt som en discodiva av rang. Hennes skivor under storhetsperioden producerades av den tyske producenten Anthony Monn, som också skrev det mesta av musiken. Lear skrev ofta texterna själv.
Lear var fransk fotomodell, nakenmodell, konstnär, författare, skådespelerska, mediepersonlighet, kompositör, textförfattare, sångerska och gayikon och var en discodrottning i Västeuropa, östblocket och stora delar av världen i slutet av 1970-talet och under det tidiga 1980-talet. I Sverige utgavs albumen I Am A Photograph (1977), Sweet Revenge (1978), Never Trust A Pretty Face (1979), Diamonds For Breakfast (1980), Incognito (1981), Tam-Tam (1983) samt ett tiotal singlar. Diamonds For Breakfast låg som högst nummer fyra på svenska albumlistan i april 1980.
Lear var under stora delar av 1960- och 1970-talen surrealistkonstnären Salvador Dalís älskarinna och musa. Deras förhållande har beskrivits i hennes biografi My Life With Dali, utgiven 1985 och översatt till ett tiotal språk men än så länge inte till svenska. Hon var också under en period nära vän med David Bowie.
Efter åren som internationell discodiva jobbade Lear som TV-underhållare för italienska RAI under större delen av 1980-talet och sedan 1990-talet är hon även en av Frankrikes mest kända TV-personligheter. Lear har fortsatt sin musikaliska karriär i Frankrike, Italien och Tyskland alltsedan 1980-talet och har uppskattningsvis sålt totalt 23 miljoner skivor.

## Galleri

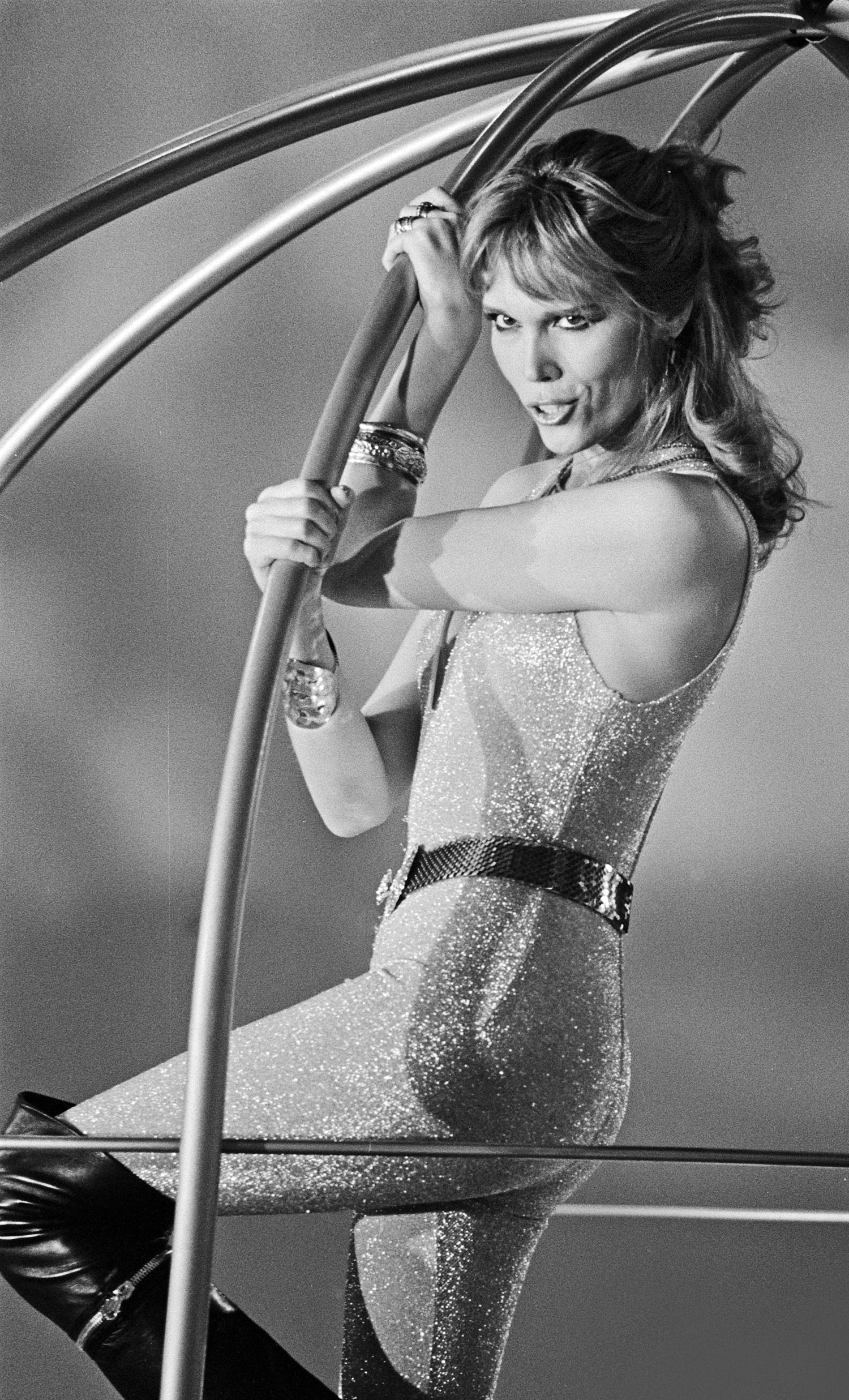
Amanda Lear i "Disco Show" på nederländsk TV 1978.
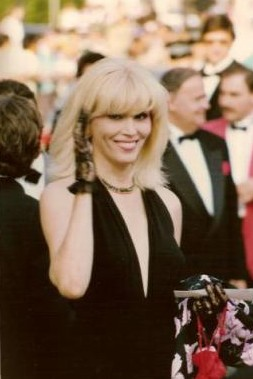
Amanda Lear 1990.
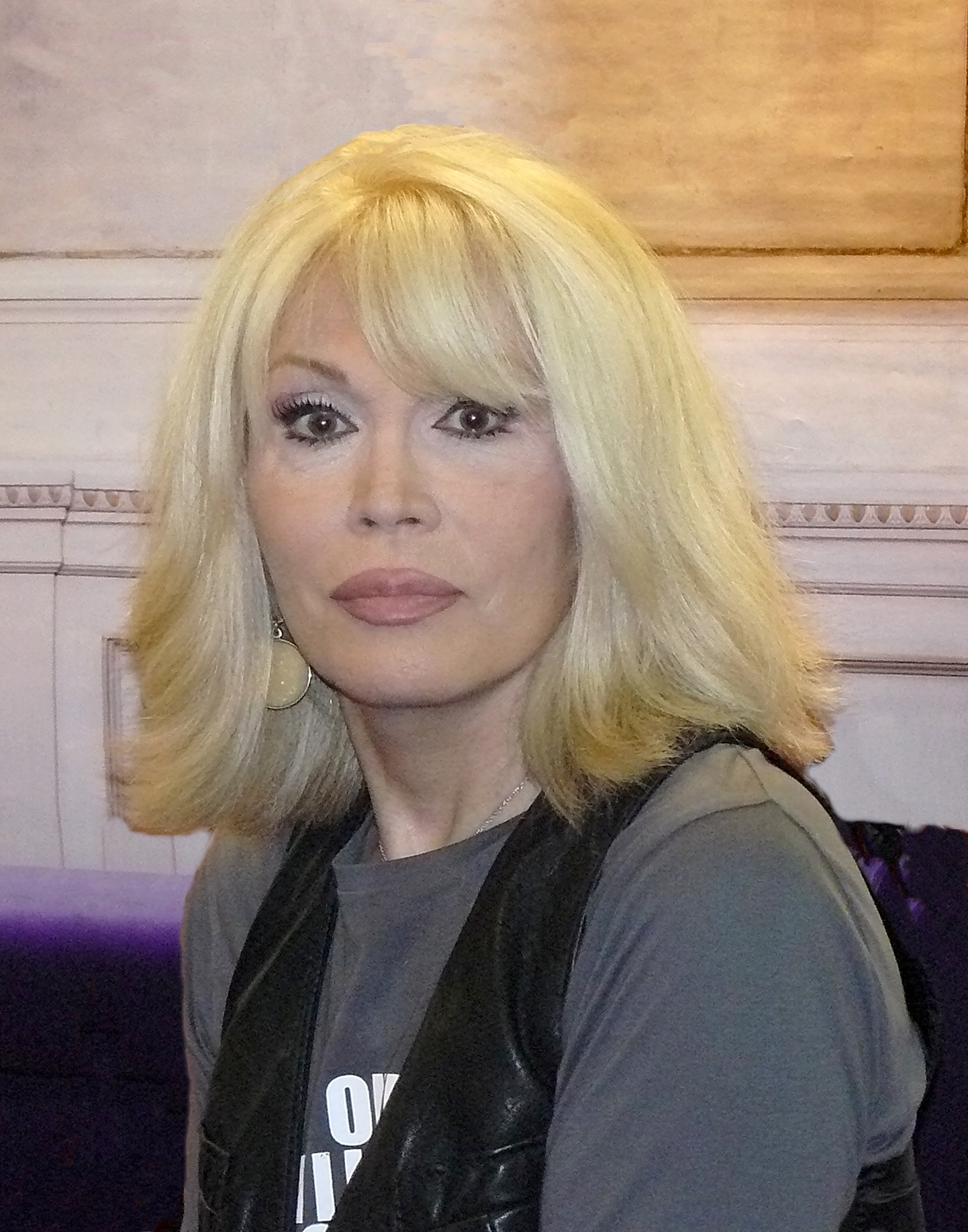
Amanda Lear 2010.